# New Orleans Bowl
El New Orleans Bowl, llamado R+L Carriers New Orleans Bowl por razones de patrocinio, es un bowl de fútbol americano universitario certificado por la NCAA que se juega anualmente en la ciudad de Nueva Orleans, Luisiana desde 2001.

## Historia
En la edición inaugural de 2001, Colorado State venció a North Texas, 45–20. Iniciando en 2002, la conferencia Sun Belt firma un contrato multianual con la Conference USA, iniciando la rivalidad con North Texas venciendo a Cincinnati.
Debido a los daños causados por el Huracán Katrina en el Superdome, donde usualmente se juega, la edición de 2005 se jugó en Lafayette, Luisiana en el Cajun Field ubicado en el campus de la University of Louisiana at Lafayette, y se le conoció como New Orleans Bowl at Lafayette. El partido regresó al Superdome para 2006, con un nuevo patrocinador en la compañía R+L Carriers, pasando a llamarse R+L Carriers New Orleans Bowl. Ese partido lo ganó Troy, co-campeones de la Sun Belt Conference, ante Rice, haciendo su primera aparición en un bowl desde el Bluebonnet Bowl de 1961.
De 2011 a 2014 el campeón fue Louisiana–Lafayette Ragin' Cajuns por un marcador combinado de 115–88 ante cuatro oponentes diferentes. Sin embargo, los Ragin' Cajuns perdieron los títulos de las ediciones de 2011 y 2013 por infracciones graves en la NCAA incluyendo un fraude en las pruebas de admisión. Los Ragin' Cajuns también jugaron en la edición de 2016, donde perdieron ante Southern Miss, y la edición de 2021 en la que vencieron a Marshall.

## Resultados
| Año  | Campeón                       | Campeón | Finalista           | Finalista | Asistencia |
| ---- | ----------------------------- | ------- | ------------------- | --------- | ---------- |
| 2001 | Colorado State                | 45      | North Texas         | 20        | 27 004     |
| 2002 | North Texas                   | 24      | Cincinnati          | 19        | 19 024     |
| 2003 | Memphis                       | 27      | North Texas         | 17        | 25 184     |
| 2004 | Southern Miss                 | 31      | North Texas         | 10        | 27 253     |
| 2005 | Southern Miss                 | 31      | Arkansas State      | 19        | 18 338     |
| 2006 | Troy                          | 41      | Rice                | 17        | 26 423     |
| 2007 | Florida Atlantic              | 44      | Memphis             | 27        | 25 146     |
| 2008 | Southern Miss                 | 30      | Troy                | 27 (OT)   | 30 197     |
| 2009 | Middle Tennessee              | 42      | Southern Miss       | 32        | 30 228     |
| 2010 | Troy                          | 48      | Ohio                | 21        | 29 159     |
| 2011 | Louisiana-Lafayette (vacante) | 32      | San Diego State     | 30        | 42 841     |
| 2012 | Louisiana-Lafayette           | 43      | East Carolina       | 34        | 48 828     |
| 2013 | Louisiana-Lafayette (vacante) | 24      | Tulane              | 21        | 54 728     |
| 2014 | Louisiana-Lafayette           | 16      | Nevada              | 3         | 34 014     |
| 2015 | Louisiana Tech                | 47      | Arkansas State      | 28        | 32 847     |
| 2016 | Southern Miss                 | 28      | Louisiana-Lafayette | 21        | 35 061     |
| 2017 | Troy                          | 50      | North Texas         | 30        | 24 904     |
| 2018 | Appalachian State             | 45      | Middle Tennessee    | 13        | 23 942     |
| 2019 | n.º 20 Appalachian State      | 31      | UAB                 | 17        | 21 202     |
| 2020 | Georgia Southern              | 38      | Louisiana Tech      | 3         | 3000       |
| 2021 | n.º 16 Louisiana              | 36      | Marshall            | 21        | 21 642     |

- Fuente:[5]
- La edición de 2005 se jugó en el Cajun Field en Lafayette, Luisiana, por el daño recibido en el Superdome por el Huracán Katrina.
- Louisiana-Lafayette perdió todas las 9 victorias de 2011, incluyendo el New Orleans Bowl, y las 8 de 2013, incluyendo el New Orleans Bowl, por faltas graves en la NCAA incluyendo el fraude con los exámenes de admisión.[3][4]
- Louisiana–Lafayette pasó a llamarse Louisiana a partir de 2017.

## Participaciones

### Por Equipo
| # | Equipo            | Apariciones | Record |
| - | ----------------- | ----------- | ------ |
| 1 | Louisiana         | 6           | 3–1    |
| 2 | Southern Miss     | 5           | 4–1    |
| 2 | North Texas       | 5           | 1–4    |
| 4 | Troy              | 4           | 3–1    |
| 5 | Appalachian State | 2           | 2–0    |
| 5 | Louisiana Tech    | 2           | 1–1    |
| 5 | Memphis           | 2           | 1–1    |
| 5 | Middle Tennessee  | 2           | 1–1    |
| 5 | Arkansas State    | 2           | 0–2    |

 No incluye dos títulos vacantes.

Louisiana era conocido como Louisiana–Lafayette hasta 2017.
Equipos con una sola aparición
- Ganaron (3): Colorado State, Florida Atlantic, Georgia Southern
- Perdieron (9): Cincinnati, East Carolina, Marshall, Nevada, Ohio, Rice, San Diego State, Tulane, UAB

### Por Conferencia
| Conferencia   | Record | Record | Record | Record                                                                             | Apariciones                                                      | Apariciones |
| Conferencia   | J      | G      | P      | Ganados                                                                            | Perdidos                                                         |             |
| ------------- | ------ | ------ | ------ | ---------------------------------------------------------------------------------- | ---------------------------------------------------------------- | ----------- |
| Sun Belt      | 21     | 12     | 7      | 2002, 2006, 2007, 2009, 2010, 2011, 2012, 2013, 2014, 2017, 2018, 2019, 2020, 2021 | 2001, 2003, 2004, 2005, 2008, 2015, 2016                         |             |
| C-USA         | 17     | 6      | 11     | 2003, 2004, 2005, 2008, 2015, 2016                                                 | 2002, 2006, 2007, 2009, 2012, 2013, 2017, 2018, 2019, 2020, 2021 |             |
| Mountain West | 3      | 1      | 2      | 2001                                                                               | 2011, 2014                                                       |             |
| MAC           | 1      | 0      | 1      |                                                                                    | 2010                                                             |             |

 Dos ediciones (2011 y 2013) fueron excluidas del récord.

## Jugador Más Valioso

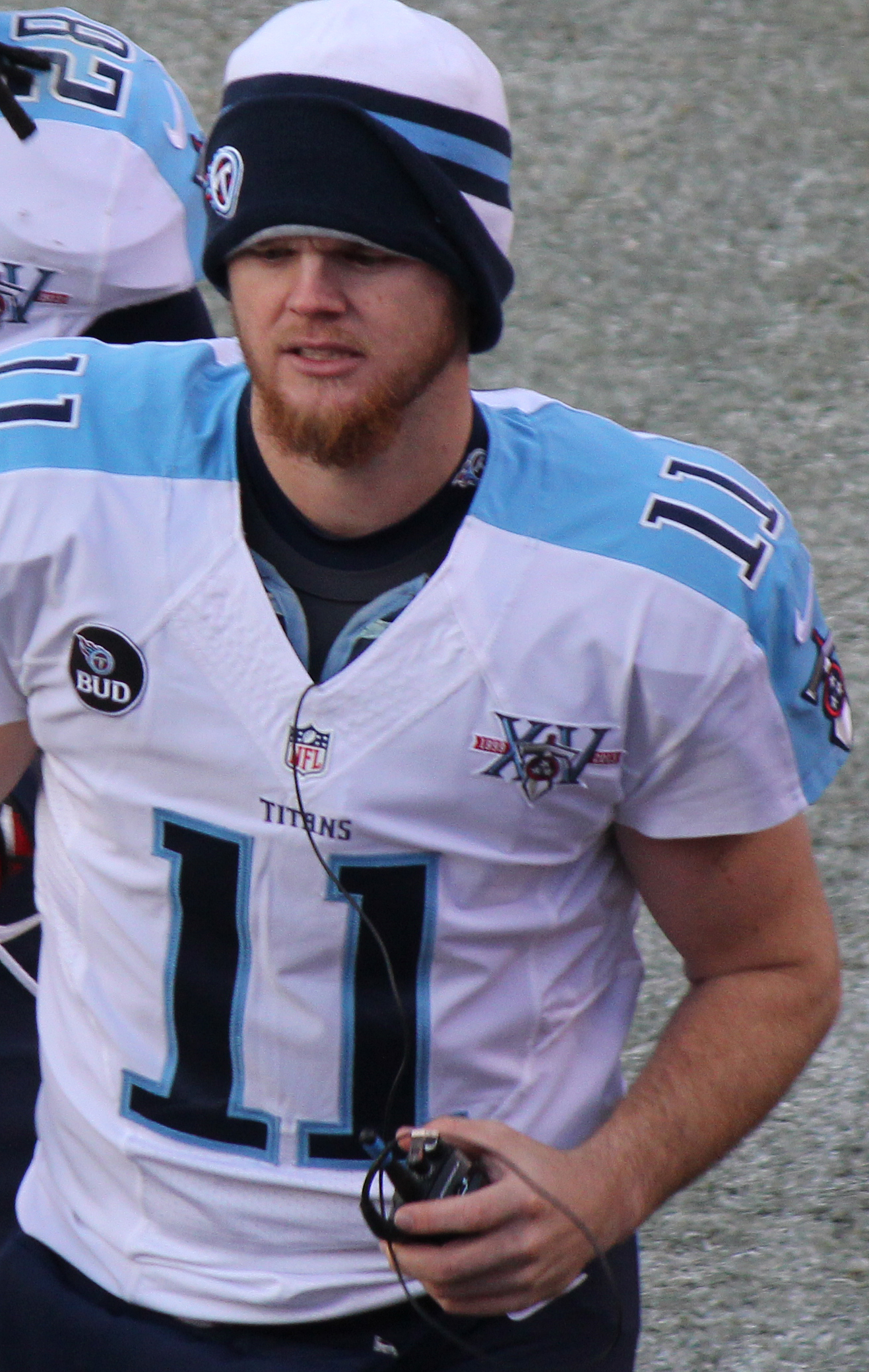
El MVP de 2007 Rusty Smith

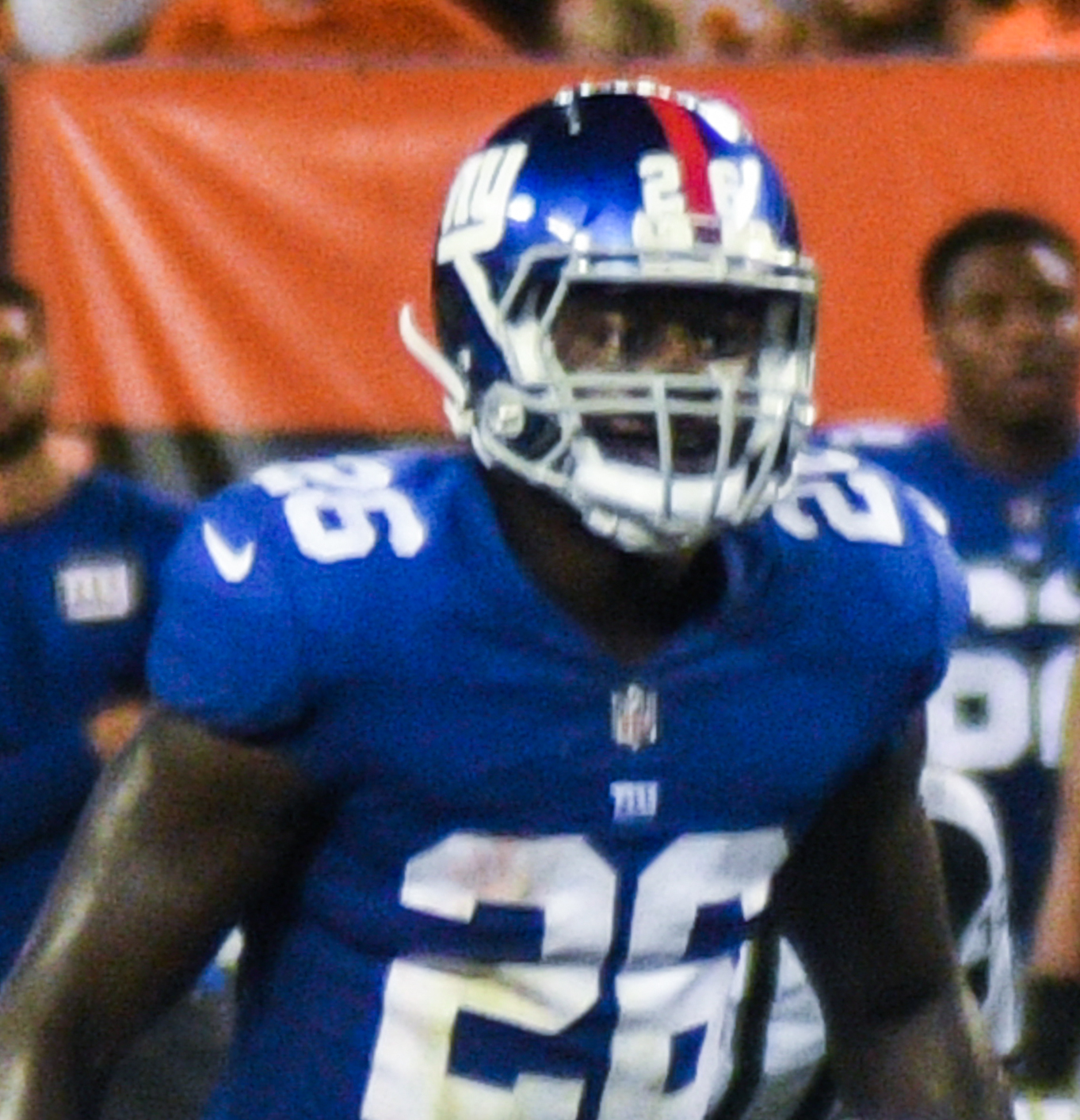
El MVP de 2013 Orleans Darkwa

| Año  | MVP               | Equipo              | Posición |
| ---- | ----------------- | ------------------- | -------- |
| 2001 | Justin Gallimore  | Colorado State      | DB       |
| 2002 | Kevin Galbreath   | North Texas         | RB       |
| 2003 | Danny Wimprine    | Memphis             | QB       |
| 2004 | Michael Boley     | Southern Miss       | LB       |
| 2005 | Shawn Nelson      | Southern Miss       | TE       |
| 2006 | Omar Haugabook    | Troy                | QB       |
| 2007 | Rusty Smith       | Florida Atlantic    | QB       |
| 2008 | Austin Davis      | Southern Miss       | QB       |
| 2009 | Dwight Dasher     | Middle Tennessee    | QB       |
| 2010 | Corey Robinson    | Troy                | QB       |
| 2011 | Blaine Gautier    | Louisiana-Lafayette | QB       |
| 2012 | Terrance Broadway | Louisiana-Lafayette | QB       |
| 2013 | Orleans Darkwa    | Tulane              | RB       |
| 2014 | Terrance Broadway | Louisiana-Lafayette | QB       |
| 2015 | Kenneth Dixon     | Louisiana Tech      | RB       |
| 2016 | Allenzae Staggers | Southern Miss       | WR       |
| 2017 | Brandon Silvers   | Troy                | QB       |
| 2018 | Zac Thomas        | Appalachian State   | QB       |
| 2019 | Darrynton Evans   | Appalachian State   | RB       |
| 2020 | Shai Werts        | Georgia Southern    | QB       |
| 2021 | Levi Lewis        | Louisiana           | QB       |

 MVP del equipo perdedor

 MVP de partido que no fue contabilizado

## Récords
| Team                               | Record vs. Rival | Año                  |
| ---------------------------------- | --- | -------------------- |
| Más Puntos Anotados                | 50, Troy vs. North Texas | 2017                 |
| Menos Puntos Permitidos            | 3, compartido con: Louisiana–Lafayette vs. Nevada Louisiana Tech vs. Georgia Southern                                                          | 2014 2020            |
| Mayor victoria                     | 35, Georgia Southern vs. Louisiana Tech | 2020                 |
| First downs                        | 30, Troy vs. Ohio | 2010                 |
| Yardas Terrestres                  | 322, Georgia Southern vs. Louisiana Tech | 2020                 |
| Yardas Aéreas                      | 492, Louisiana–Lafayette vs. San Diego State                                                                                                   | 2011                 |
| Yardas Totales                     | 791, Louisiana Tech vs. Arkansas State | 2015                 |
| Más Puntos Anotados (perdedor)     | 34, Louisiana–Lafayette vs. East Carolina | 2012                 |
| Más Puntos en Conjunto             | 80, Troy vs. North Texas | 2017                 |
| Menos Yardas Permitidas            | 232, Louisiana Tech vs. Georgia Southern | 2020                 |
| Menos Yardas Terrestres Permitidas | -8, Troy vs. North Texas | 2017                 |
| Menos Yardas Aéreas Permitidas     | 95, Southern Miss vs. Louisiana–Lafayette | 2016                 |
| Individual                         | Record, Nombre, Equipo | Año                  |
| Puntos                             | 24, Kenneth Dixon (Louisiana Tech) | 2015                 |
| Pases de Touchdown                 | 5, Rusty Smith (Florida Atlantic) | 2007                 |
| Yardas Terrestres                  | 201, Dwight Dasher (Middle Tennessee) | 2009                 |
| Yardas Aéreas                      | 470, Blaine Gautier (Louisiana–Lafayette) | 2011                 |
| Yardas Por Recepción               | 230, Allenzae Staggers (Southern Miss) | 2016                 |
| Yardas Totales                     | 283, Darryl Surgent (Louisiana–Lafayette) | 2016                 |
| Touchdowns Totales                 | 4, Kenneth Dixon (Louisiana Tech) | 2015                 |
| Touchdowns Terrestres              | 3, compartido con: Orleans Darkwa (Tulane) Shai Werts (Georgia Southern) Rasheen Ali (Marshall)                                                | 2013 2020 2021       |
| Recepciones de Touchdown           | 3, compartido con: Colin Lockett (San Diego State) Teblarus Gill (Troy)                                                                        | 2011 2010            |
| Tackleadas                         | 13, compartido con: Shannon Ballard (Ohio) Boris Lee (Troy)                                                                                    | 2010 2008            |
| Capturas                           | 3.0, Ja’Boree Poole (Southern Miss) | 2016                 |
| Intercepciones                     | 2, compartido con: Reed Blankenship (Middle Tennessee) Sean Thomas (Louisiana–Lafayette) Elbert Mack (Troy) Justin Birdsong (Georgia Southern) | 2018 2013 2006 2020  |
| Jugadas Largas                     | Record, Nombre, Equipo | Año                  |
| Touchdown Terrestre                | 68 yds., Alonzo Harris (Louisiana–Lafayette)                                                                                                   | 2012                 |
| Pase de Touchdown                  | 65 yds., Shai Werts a Khaleb Hood (Georgia Southern)                                                                                           | 2020                 |
| Regreso de Kickoff                 | 98 yds., Blaise Taylor (Arkansas State) | 2015                 |
| Regreso de Despeje                 | 87 yds., Darryl Surgent (Louisiana–Lafayette)                                                                                                  | 2011                 |
| Regreso de Intercepción            | 82 yds., Corey Trim (Louisiana–Lafayette) | 2013                 |
| Regreso de Fumble                  | 56 yds., Colton McDonald (North Texas) | 2017                 |
| Despeje                            | 70 yds., Jarre Humphrey (Memphis) | 2007                 |
| Gol de Campo                       | 50 yds., compartido con: Jonathan Barnes (Louisiana Tech) Brett Baer (Louisiana–Lafayette) Michael Taylor (Troy)                               | 2015 2011, 2012 2010 |